# Carbeto de vanádio

Carbeto de vanádio é um composto inorgânico de fórmula VC. É uma cerâmica refratária extremamente dura. Apresenta dureza entre 9-9.5 Mohs e é possivelmente o carbeto metálico conhecido mais duro. Esse composto possui interesse pelo fato de estar presente em ligas metálicas de vanádio.

## Preparação e estrutura
Sendo isomorfo na forma de monóxido de vanádio (VO), ele cristaliza em retículos cristalinos. O VO e o VC são miscíveis e amostras de VC são frequentemente contém impurezas VO. É produzido pelo aquecimento dos óxidos de vanádio com carbono a cerca de 1000 °C.  Carbeto de vanádio pode ser formado na orientação (111), quando submetido à radio frequência de um magnétron de pulverização catódica. Uma vez que o VC é termodinamicamente estável, ele se converte em V2C em altas temperaturas.

## Propriedades físicas
Carbeto de vanádio tem um módulo elástico de aproximadamente 380GPa.